# Рижково (Личьовська волость)
Рижково (рос. Рыжково) — присілок в Великолуцькому районі Псковської області Російської Федерації.
Населення становить 8 осіб. Входить до складу муніципального утворення Личьовська волость.

## Історія
Від 2014 року входить до складу муніципального утворення Личьовська волость.

## Населення
| 2001 | 2002 | 2010 |
| ---- | ---- | ---- |
| 9    | ↗10  | ↘8   |